# Смирнов, Григорий Васильевич
Григорий Васильевич Смирнов (11 января 1897, Синеево — 5 января 1960, Казань) — советский военный деятель, участник Гражданской войны (1918—1923), ветеран войны с Финляндией, ветеран Великой Отечественной войны, генерал-майор технических войск.

## Биография
Родился 11 января 1897 года в деревне Синеево Митьковского с/совета Вяземского р-на Смоленской обл.
В РККА с 1918 года.
В 1939 г. окончил Военную Академию Генерального штаба.
Великую Отечественную войну встретил в звании полковника железнодорожных войск.
С первых дней войны — начальник ВОСО (отдела военных сообщений) 13-й армии (Западный, Брянский фронты).
С 1942 г. начальник отдела военных сообщений — он же начальник военных сообщений Воронежского, Степного, затем Центрального фронта. Участник Сталинградской и Курской битв.
1944 год — уполномоченный ВОСО Красной Армии на 1-м Прибалтийском фронте.
Звание генерал-майора технических войск присвоено 17 января 1944 г.
Получил Благодарность Верховного Главнокомандующего за отличие в боях за овладение городом и крепостью Кенигсберг.
После войны находился на руководящих должностях в железнодорожных войсках. С 1955 года в запасе.
Награждён 5 орденами, а также медалями.
С февраля 1955 года проживал в городе Казань.
Умер 5 января 1960 г. Похоронен на Арском кладбище (рядом с могилой Василия Джугашвили).

## Награды
- Орден Красного Знамени (04.02.1943)[3]